# 脇本陣

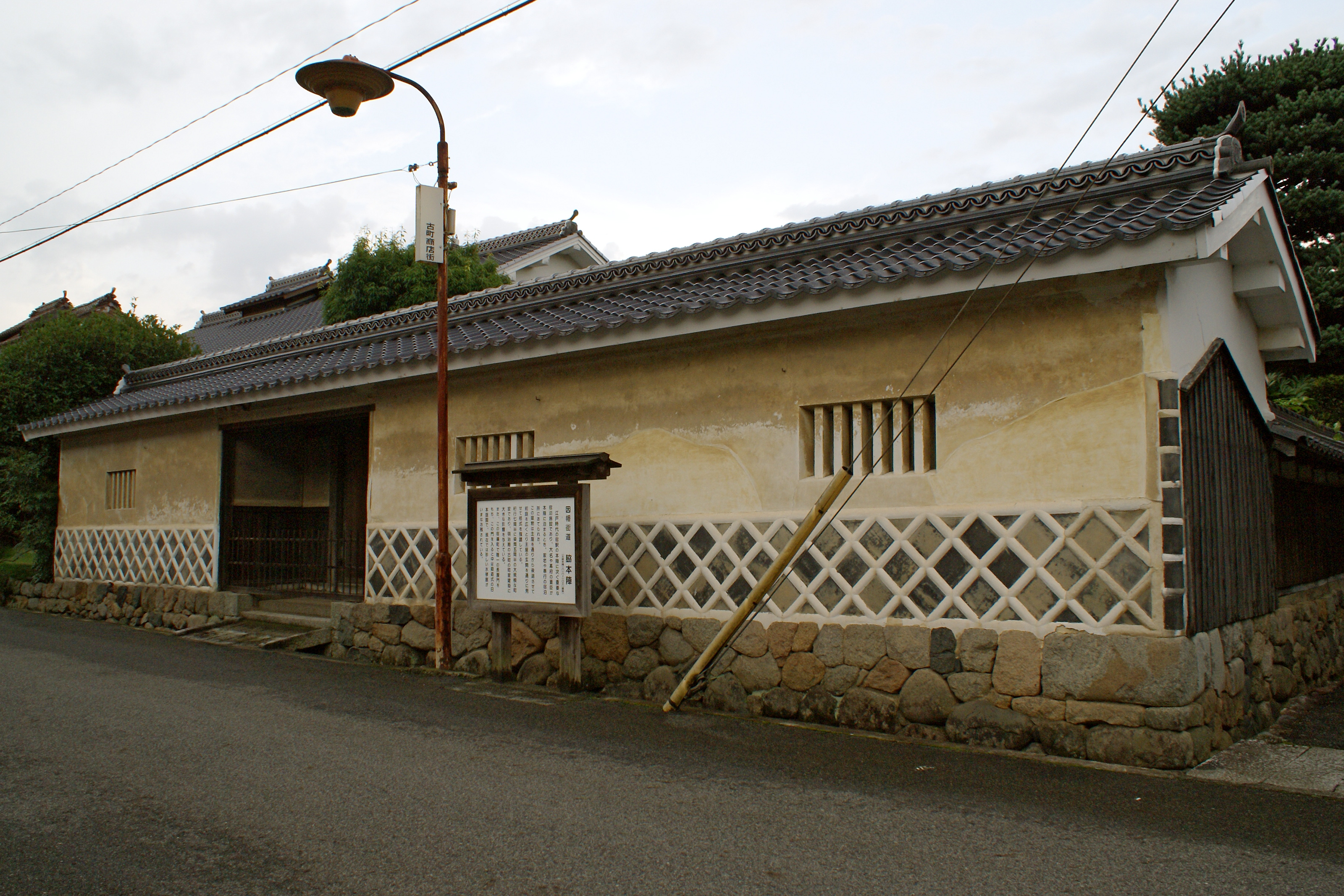
因幡街道 大原宿 脇本陣

脇本陣（わきほんじん）は、江戸時代の宿場に設置された本陣の予備的施設。大きな藩で本陣だけでは泊まりきれない場合や、藩同士が鉢合わせになった場合に格式が低い藩の宿として利用されるなど、本陣に支障が生じた場合に利用された。本陣は原則として一般客の宿泊は認められなかったが、脇本陣は大名・勅使などの利用が無い時には一般客の宿泊にも供した。
規模は本陣よりも小さいが、諸式はすべて本陣に準じ、上段の間などもあり、本陣と同じく宿場の有力者が務めた。

## 現存し公開されている脇本陣
- 羽州街道 楢下宿（山形県上山市）
  - 脇本陣滝沢屋
  - 脇本陣庄内屋
- 東海道 舞坂宿脇本陣（静岡県浜松市）
- 東海道 興津宿旧旅籠脇本陣：静岡市清水区｜水口屋（一碧楼水口屋） - 水口屋ギャラリー
- 中山道 妻籠宿脇本陣：長野県木曽郡南木曽町｜旧妻籠宿脇本陣奥谷（林家住宅）（重要文化財）(妻籠宿本陣が平成に復元されている）
- 中山道 太田宿脇本陣：岐阜県美濃加茂市｜旧太田脇本陣林家住宅（重要文化財）
- 山陽道 矢掛宿脇本陣：岡山県矢掛町｜旧矢掛脇本陣高草家住宅（重要文化財）
- 三国街道 三俣宿脇本陣：新潟県湯沢町｜池田家（新潟県指定文化財・内部見学は湯沢町教育委員会に要予約）
- 出雲街道 新庄宿脇本陣：岡山県新庄村

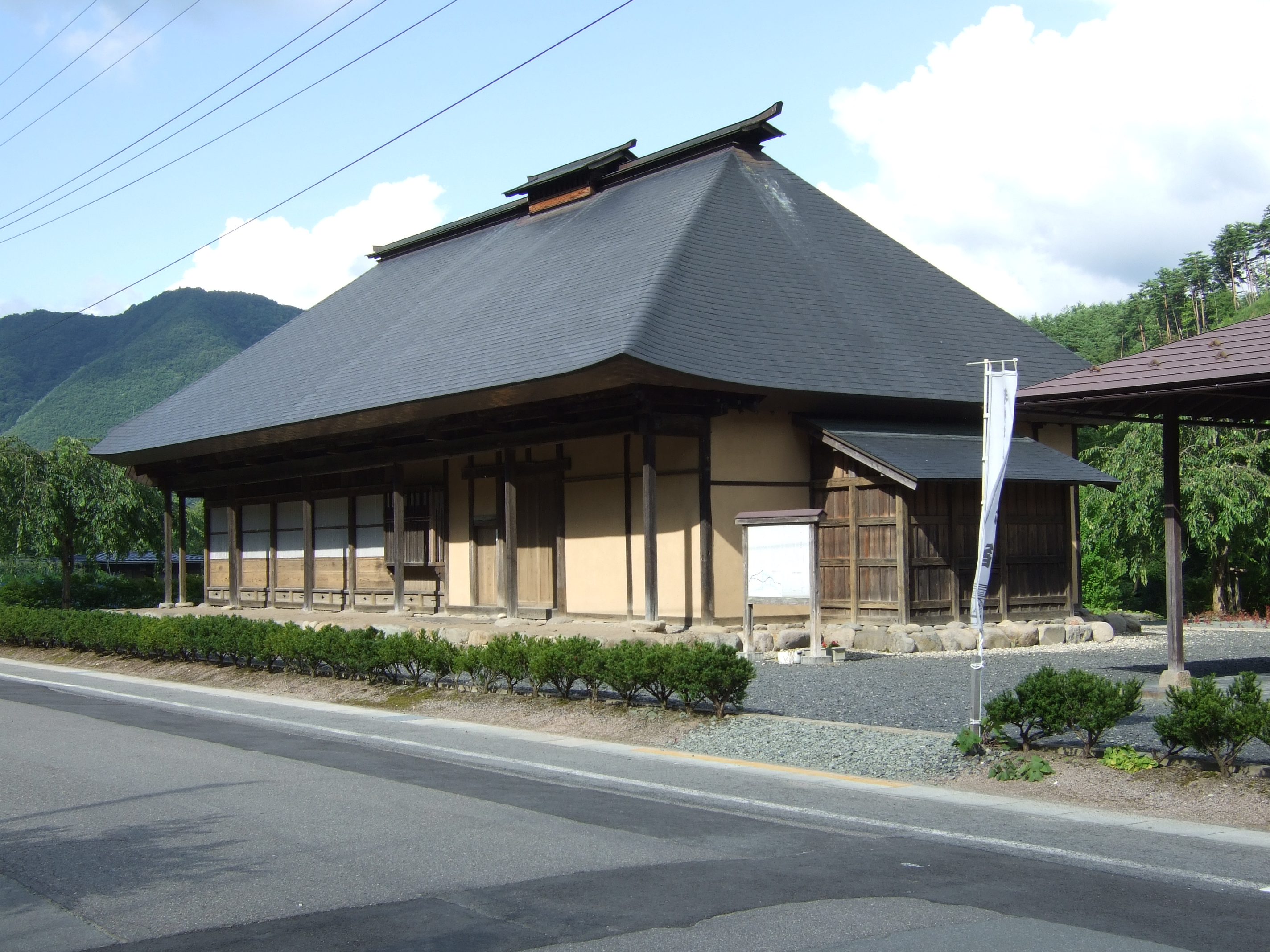
羽州街道楢下宿 滝沢屋
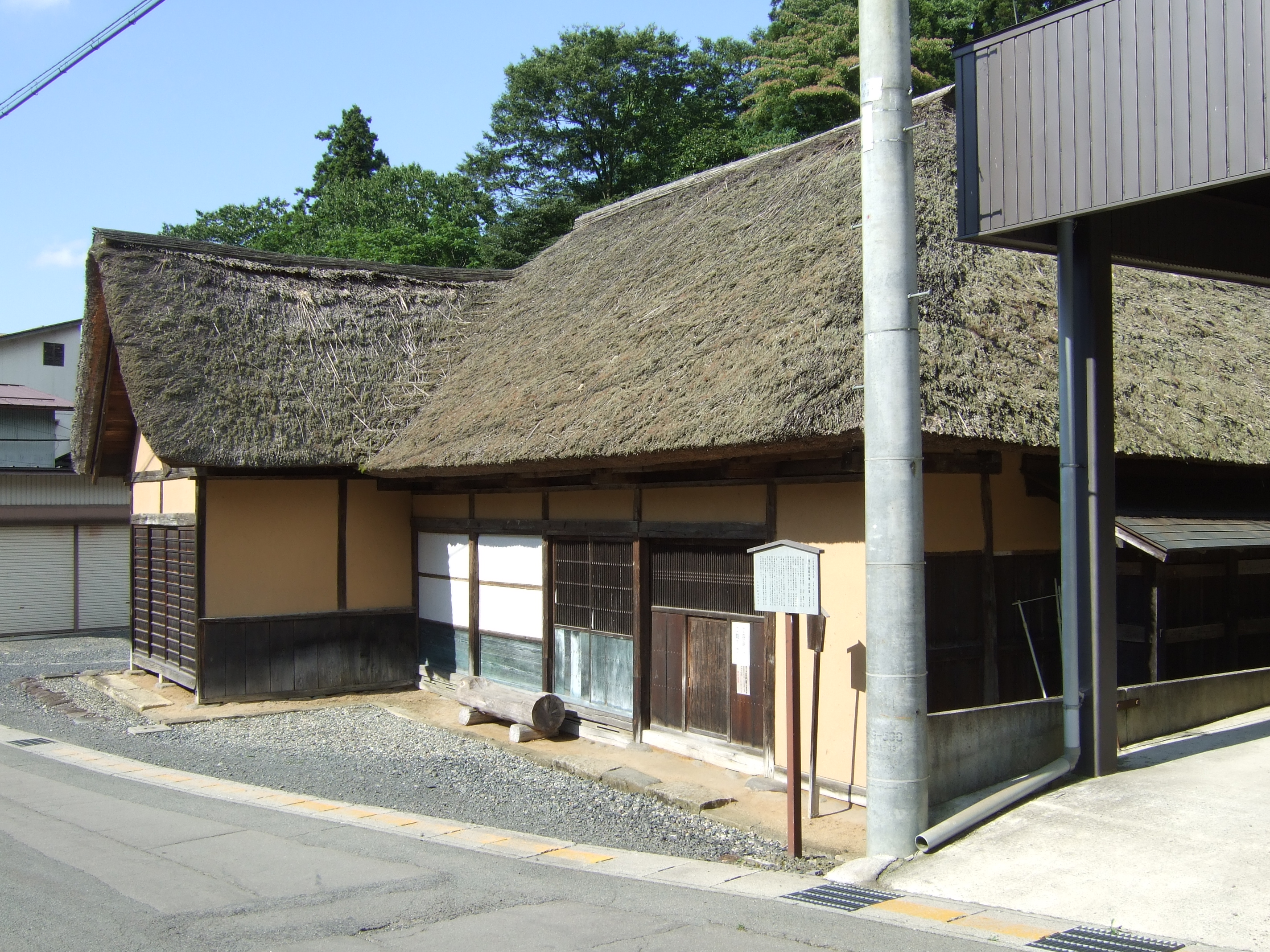
羽州街道楢下宿 庄内屋

## その他、現存する建物
- 日光御成道大門宿脇本陣表門（埼玉県さいたま市緑区、市指定有形文化財）

## 復元された脇本陣
- 東海道舞阪宿脇本陣（静岡県浜松市）
- 中山道鵜沼宿脇本陣（岐阜県各務原市、2010年復元）
- 中山道馬籠宿脇本陣（岐阜県中津川市馬籠、一部復元し馬籠脇本陣史料館として公開している）

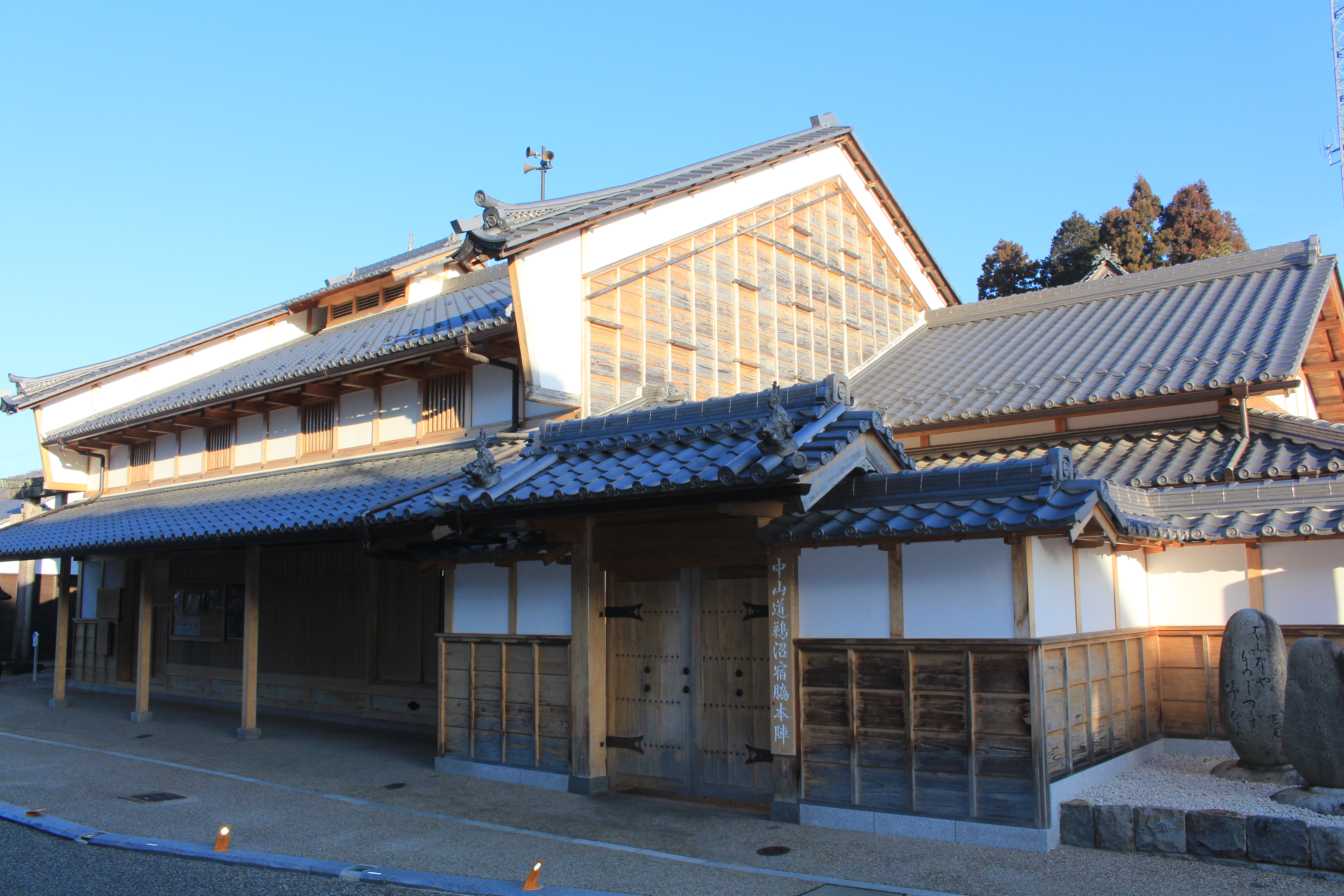
中山道鵜沼宿脇本陣
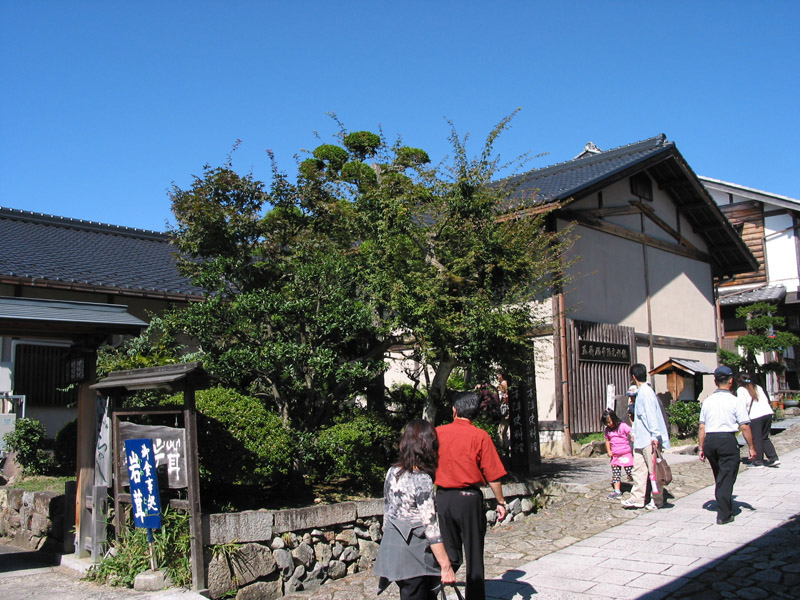
中山道馬籠宿 脇本陣史料館